# WK League 2020
Die WK League 2020 war die zwölfte Spielzeit der südkoreanischen Fußballliga der Frauen unter diesem Namen. Titelverteidiger waren die Incheon Hyundai Steel Red Angels. Die Saison begann am 15. Juni und endete am 17. November mit den Meisterschaftsspielen.

## Teilnehmer und ihre Spielorte
| Team                             | Stadt       | Trainer       | Heimstadion           | Liga beigetreten | Vorjahresplatzierung |
| -------------------------------- | ----------- | ------------- | --------------------- | ---------------- | -------------------- |
| Boeun Sangmu WFC                 | Boeun       | Lee Mi-yeon   | Boeun-Stadion         | 2009             | 6. Platz             |
| Sejong Sportstoto                | Sejong      | Lee Ji-eun    | Sejong Zentraler Park | 2011             | 5. Platz             |
| Gyeongju KHNP WFC                | Gyeongju    | Ha Keum-jin   | Gyeongju-Stadion      | 2017             | Halbfinale           |
| Hwacheon KSPO WFC                | Hwacheon    | Kang Jae-sun  | Hwacheon-Stadion      | 2011             | 4. Platz             |
| Changnyeong WFC                  | Changnyeong | Shin Sang-uh  | Changnyeong-Sportpark | 2018             | 8. Platz             |
| Incheon Hyundai Steel Red Angels | Incheon     | Choi In-cheol | Namdong-Rugby-Stadion | 2009             | Meister              |
| Seoul WFC                        | Seoul       | Park Chae-hwa | Hyochang-Stadion      | 2009             | 7. Platz             |
| Suwon UDC WFC                    | Suwon       | Kim Sang-tae  | Suwon-Stadion         | 2009             | Halbfinalist         |

## Ausländische Spieler
Jeder Verein darf nur 3 Ausländische Spieler während der Saison verpflichten. Des Weiteren darf jedes Team drei Ausländische Spieler gleichzeitig während eines Spieles einsetzten. Boeun Sangmu WFC darf keine Ausländischen Spieler verpflichten, da sie ein Militärverein sind.
| Mannschaft               | Spieler 1     | Spieler 2       | Spieler 3        |
| ------------------------ | ------------- | --------------- | ---------------- |
| Boeun Sangmu WFC         | keine         | keine           | keine            |
| Gumi Sportstoto          |               |                 |                  |
| Gyeongju KHNP WFC        | José Nahi     | Asuna Tanaka    | Ines             |
| Hwacheon KSPO WFC        | Nathane       | Natsuki Yoshimi | Fumina Katsurama |
| Changnyeong WFC          | Aya Shimojo   | Nanase Kiryu    |                  |
| Seoul WFC                |               |                 |                  |
| Suwon UDC WFC            | Madoka Hajime |                 |                  |
| Incheon Hyundai S. R. A. | Neném         | Eli del Estal   |                  |

## Reguläre Saison
| Pl. | Verein                               | Sp. | S  | U | N  | Tore    | Diff. | Punkte |
| --- | ------------------------------------ | --- | -- | - | -- | ------- | ----- | ------ |
| 1.  | Incheon Hyundai Steel Red Angels (M) | 21  | 18 | 1 | 2  | 060:110 | +49   | 55     |
| 2.  | Gyeongju KHNP WFC                    | 21  | 17 | 3 | 1  | 043:130 | +30   | 54     |
| 3.  | Suwon UDC WFC (P)                    | 21  | 11 | 0 | 10 | 034:240 | +10   | 33     |
| 4.  | Hwacheon KSPO WFC (L)                | 21  | 9  | 5 | 7  | 024:310 | −7    | 32     |
| 5.  | Changnyeong WFC                      | 21  | 7  | 5 | 9  | 033:410 | −8    | 26     |
| 6.  | Sejong Sportstoto                    | 21  | 6  | 3 | 12 | 027:410 | −14   | 21     |
| 7.  | Seoul WFC                            | 21  | 3  | 4 | 14 | 020:480 | −28   | 13     |
| 8.  | Boeun Sangmu WFC                     | 21  | 2  | 1 | 18 | 021:520 | −31   | 07     |

| Zum 21. Spieltag:                                                                   |                                                       |
| Teilnahme am Finale der Play-off-Spiele Teilnahme am Halbfinale der Play-off-Spiele |                                                       |
| (M)                                                                                 | Amtierender Meister: Incheon Hyundai Steel Red Angels |
| (L)                                                                                 | Vorjahres Ligapokalsieger: Hwacheon KSPO WFC          |
| (P)                                                                                 | Vorjahres Pokalsieger: Suwon UDC WFC                  |

## Meisterschaftsturnier
Im Meisterschaftsturnier trafen im Halbfinale der Zweitplatzierte gegen den Drittplatzierten der Regulären Saison. Der Gewinner dieses Spieles qualifizierte sich für das Finale des Meisterschaftsturnieres und trit dort gegen den 1. Platzierten der Regulären Saison an. Das Finale wird mit Hin- und Rückspiel ausgetragen. Der Gewinner der beiden Spiele wird Meister der WK League 2020. Die Auswärtstorregelung gilt hier nicht.

### Halbfinale
| Paarung  | Gyeongju KHNP WFC – Suwon UDC WFC |
| Ergebnis | 1:0 (0:0)                         |
| Datum    | 9. November 2020                  |
| Stadion  | Gyeongju-Stadion, Gyeongju        |
| Tore     | 1:0 Seo Ji-yeon (66.)             |

### Final-Hinspiel
| Paarung  | Gyeongju KHNP WFC – Incheon Hyundai Steel Red Angels |
| Ergebnis | 0:0                                                  |
| Datum    | 12. November 2020                                    |
| Stadion  | Gyeongju-Stadion, Gyeongju                           |
| Tore     | keine                                                |

### Final-Rückspiel
| Paarung        | Incheon Hyundai Steel Red Angels – Gyeongju KHNP WFC |
| Ergebnis       | 2:0 (0:0)                                            |
| Datum          | 16. November 2020                                    |
| Stadion        | Namdong-Rugby-Stadion, Incheon                       |
| Schiedsrichter | Oh Hyeon-jeong                                       |
| Tore           | 1:0 Jeong Seol-bin (76.), 2:0 Eli del Estal (90.+4') |

## Statistiken

### Torschützenliste
Bei gleicher Anzahl von Treffern sind die Spieler alphabetisch geordnet.
| Platz | Spieler        | Mannschaft                       | Tore |
| ----- | -------------- | -------------------------------- | ---- |
| 01    | Choi Yu-jeong  | Incheon Hyundai Steel Red Angels | 11   |
| 0     | Kim Sang-eun   | Sejong Sportstoto                | 11   |
| 03    | Kang Chae-rim  | Incheon Hyundai Steel Red Angels | 9    |
| 0     | Kwon Ha-neul   | Boeun Sangmu WFC                 | 9    |
| 0     | Yeo Min-ji     | Suwon UDC WFC                    | 9    |
| 06    | Choi Ji-na     | Changnyeong WFC                  | 8    |
| 0     | Eli del Estal  | Incheon Hyundai Steel Red Angels | 8    |
| 0     | Mun Mi-ra      | Suwon UDC WFC                    | 8    |
| 0     | Kim Yun-ji     | Suwon UDC WFC                    | 8    |
| 010   | Jeong Seol-bin | Incheon Hyundai Steel Red Angels | 7    |
| 0     | Son Hwa-yeon   | Changnyeong WFC                  | 7    |